# ماكسويل فروست
ماكسويل فروست (مواليد 17 يناير 1997) هو سياسي وناشط أمريكي وهو عضو في مجلس النواب الأمريكي وهو أول شخص من الجيل زد يفوز بمقعد في مجلس النواب.